# 阿济耶
阿济耶（法語：Azille，法語發音：[azij] ⓘ）是法国奥德省的一个市镇，属于卡尔卡松区。

## 地理
阿济耶（43°16'42"N, 2°39'33"E）面积23.33 平方千米，位于法国奧克西塔尼大區奥德省，该省份为法国南部沿海省份，北起塔恩省，西北接上加龙省，西接阿列日省，南至东比利牛斯省，东临地中海，东北与埃罗省接壤。
与阿济耶接壤的市镇（或旧市镇、城区）包括：翁普斯、拉勒多尔特、佩皮约、尔约米内尔瓦、图鲁泽勒、拉利维尼耶尔、奥隆扎克、锡朗。

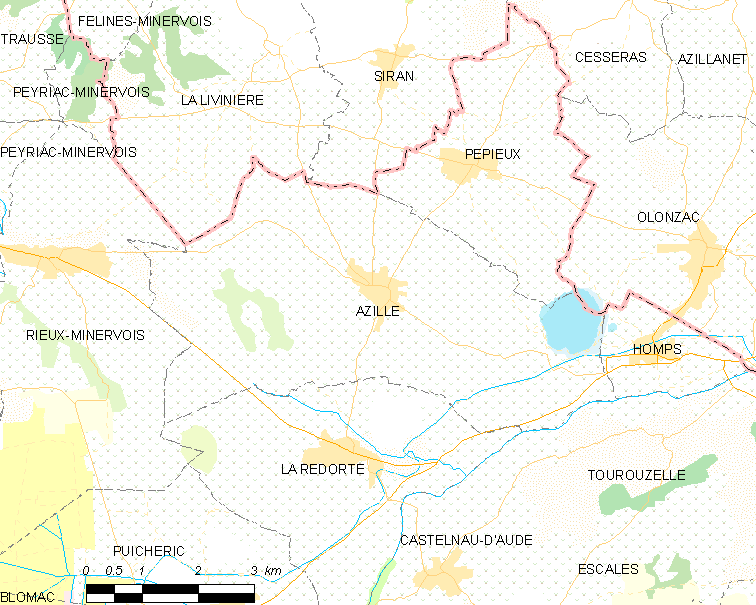
阿济耶的OSM定位图

阿济耶的时区为UTC+01:00、UTC+02:00（夏令时）。

## 行政
阿济耶的邮政编码为11700，INSEE市镇编码为11022。

## 政治
阿济耶所属的省级选区为上密涅瓦县。

## 人口

1962-2008年间阿济耶人口变化图示

阿济耶于2022年1月1日时的人口数量为1125人。